# Болгаре
Бо̀лгаре (на италиански: Bolgare; на ломбардски: Bòlgher, Болгер) е градче и община в Северна Италия, провинция Бергамо, регион Ломбардия. Разположено е на 199 m надморска височина. Населението на общината е 6189 души (към 2017 г.).
Според историци връзката между България и името му се дължи на българите, появили се в него през 6 век.
През октомври 2021 г. в градчето е открита улица носеща името на Апостола на свободата на България – Васил Левски.